# Franciszek Mówiński
Franciszek Mówiński (ur. 3 marca 1909 w Złotowie, zm. 13 marca 1971) – polski nauczyciel, w latach 1945-1946 pierwszy powojenny prezydent Grudziądza.

## Życiorys
Ukończył Seminarium nauczycielskie w Lubawie, pracował w szkole w Sierosławiu, skąd po wybuchu II wojny światowej został wysiedlony. Zamieszkał u krewnego w Brzozowie, gdzie razem z kuzynami założył skład broni. Latem 1940 pojechał do Mińska Mazowieckiego, gdzie wykorzystując biegłą znajomość języka niemieckiego został tłumaczem w spółdzielni Społem, a następnie w referacie zdrowia w starostwie. W czerwcu 1942 wstąpił do Polskiej Partii Robotniczej, zajmowane w starostwie stanowisko umożliwiało mu wgląd w raporty wójtów i poufne akta urzędowe. Pomagał w wydawaniu kennkart poszukiwanym działaczom PPR I Żydom, pomagał w przemycani lekarstw do mińskiego getta. Założył w starostwie tajną, czteroosobową komórkę PPR, należał do grupy wypadowej Gwardii Ludowej Jana Sarneckiego. Spowodował pożar w kancelarii w starostwie, spłonęły wówczas akta kontyngentowe i duplikaty kennkart. Po zakończeniu wojny powrócił w rodzinne strony, Miejska Rada Narodowa w Grudziądzu powierzyła mu obowiązki prezydenta miasta, które pełnił od 20 maja 1945 do 30 października 1946. 
Pochowany na cmentarzu parafialnym w Sopocie.